# Keladion Aleksandrijski
Papa Keladion (Keladionus), deveti papa Aleksandrije i patrijarh svete Stolice sv. Marka. 

## Pregled
Nakon smrti pape Markijana 14. siječnja 152. godine, biskupi su, zajedno s vjernicima iz Aleksandrije, izabrali Keladiona na apostolsko prijestolje 16. siječnja 152. godine, u vrijeme vladavine Antonina Pija.
 Rođen je u Aleksandriji, Egipat i ljudi su ga jako voljeli i cijenili radi njegove pravednost i mudrosti.
Kad je preuzeo vodstvo, čuvao je plodove koje su mu ostavili njegovi prethodnici na način da je obraćenike osnaživao u vjeri a u isto vrijeme širio evanđelje. Njegovi su dani bili mirni i ništa nije uznemirilo spokoj kršćana i kršćanstva. 

## Smrt i štovanje
Prema zapisima Euzebija iz Cezareje, služio je četrnaest godina, šest mjeseci i tri dana, i ostao je nepokolebljiv u radu, a odlazi u vrijeme vladavine (161. – 182.) Marka Aurelija i Lucija Verusa, dvojice usvojenih sinova cara Antonija Pia, 9. dana mjeseca Epipa (16. srpanj), godine 166. godine. Pokopan je po običajima toga vremena u crkvi sv. Marka u Baukalisu, Aleksandrija s očevima koji su mu prethodili.

Štuje se u koptskoj pravoslavnoj Crkvi 14.siječanja, (6. Toba prema koptskom kalendaru)

## Vanjske poveznice
- Khaled Gamelyan - The Coptic Encyclopedia, opensource
- Meinardus, Otto F.A. 2002. Two Thousand Years of Coptic Christianity. American University in Cairo Press. ISBN 978-977-424-757-6
- Holweck, F. G., A Biographical Dictionary of the Saints. St. Louis, MO: B. Herder Book Co. 1924.

| Koptski pape Aleksandrije          | Koptski pape Aleksandrije       | Koptski pape Aleksandrije         |
| ---------------------------------- | ------------------------------- | --------------------------------- |
| prethodnik Markijan Aleksandrijski | Aleksandrijski pape 152. - 166. | nasljednik Agripin Aleksandrijski |